# Miloš Šarčev
Miloš Šarčev (serbisk: Милош Шарчев; født 17. januar 1964 i Bečej, Serbien) er en IFBB-bodybuilder. Han er eger af det kendte Koloseum Gym i Fullerton i Californien.